# Antonio Mele (economista)
Antonio Mele (Roma, 22 marzo 1967) è un economista italiano.
Attualmente è Professore di Finanza all'USI (Università della Svizzera Italiana) e Senior Chair presso lo Swiss Finance Institute dopo un decennio con la London School of Economics and Political Science.
È autore di numerosi lavori sull'incertezza e la volatilità nei mercati finanziari, sulle interconnessioni tra mercati finanziari e cicli economici e sulla microstruttura dei mercati finanziari.
Parte del suo lavoro ha portato a indicatori in tempo reale di incertezza nei mercati del reddito fisso che sono mantenuti dal Chicago Board Options Exchange e nuovi strumenti per coprire la volatilità dei tassi di interesse e degli spread creditizi.

## Biografia

### Studi e carriera
Dopo aver completato gli studi presso la Scuola Militare Nunziatella di Napoli (1983-1986), si è laureato in Economia presso l'Università LUISS di Roma (1991) e ha conseguito il PhD in Economics presso l'Università di Parigi X (1995) con una tesi in Economia matematica econometria sulla volatilità dei mercati finanziari. Nel 1996 è diventato professore di economia in Francia dopo il concorso nazionale (" Concours national d'Agrégation des Universités en Sciences Économiques "). È stato professore all'Université du Littoral (1996-2001) e ha proseguito la sua carriera presso Queen Mary University of London (2001-2002), Università di Torino (2007-2008), London School of Economics and Political Science (2002 -2012) e USI ( Università della Svizzera Italiana ) (dal 2011). In Svizzera, dal 2011 è anche Senior Chair dello Swiss Finance Institute. È ricercatore nel programma di economia finanziaria presso il CEPR (Centre for Economic Policy Research) di Londra.
È stato Visiting Fellow presso il Dipartimento di Economia dell'Università di Princeton (2000), Visiting Professor presso il Dipartimento di Economia dell'Università di Tolosa (2006) e nei Dipartimenti di Finanza dell'Università Nazionale di Singapore (2010), Imperial College London (2013), Luxembourg School of Finance (2017, 2018) e London Business School (2018), e Visiting Fellow nei dipartimenti di economia e ricerca della Banca centrale europea (2005, 2008) e della Banca nazionale svizzera (2009).
Negli anni 2010 ha creato QUASaR (Quantitative Strategies and Research), una startup che ha collaborato con Chicago Board Options Exchange allo scopo di creare nuovi strumenti di copertura della volatilità nei mercati obbligazionari statunitensi. Tra il 2015 e il 2017 è stato membro del Securities and Markets Stakeholder Group della European Securities Markets Authority (ESMA).

### Lavoro accademico
Il suo lavoro si concentra sui problemi legati all'incertezza e alla volatilità nei mercati finanziari e alle interconnessioni con gli sviluppi macroeconomici. La volatilità finanziaria misura l'ampiezza delle fluttuazioni dei prezzi delle attività e tende ad aumentare durante i periodi di elevata incertezza. Il suo lavoro mira a chiarire le origini di questa volatilità, le interazioni della volatilità dei mercati finanziari con il ciclo economico, e la progettazione di nuovi indicatori di incertezza nel grande reddito fisso mercati.
Nella seconda metà degli anni 2000 ha elaborato uno dei primi modelli di equilibrio dei mercati finanziari con informazioni asimmetriche in presenza di reti tra agenti.
È autore di un libro di oltre 1.000 pagine dedicato a una sintesi delle conoscenze in economia finanziaria.

### Contributi all'industria
Dall'inizio degli anni 2010, ha fornito consulenza al Chicago Board Options Exchange (CBOE) nella creazione di una suite di indici di volatilità attesa in vari segmenti dei mercati del reddito fisso.
Ha contribuito allo sviluppo dell'indice S & P / JPX JGB VIX.

## Pubblicazioni

### Libri
- Dynamiques non linéaires, volatilité et équilibre (1998). Parigi: Edizioni Economica Archiviato il 12 aprile 2020 in Internet Archive., 212 pagine.
- Volatilità stocastica nei mercati finanziari (2000). New York: Springer Verlag (ed. Originale: Kluwer Academic Publishers), 145 pagine (con Fabio Fornari).
- Il prezzo della volatilità del mercato del reddito fisso (2015). New York: Springer Verlag (Springer Finance Series), 250 pagine (con Yoshiki Obayashi).
- Economia finanziaria: classici e contemporanei. MIT Press (di prossima pubblicazione), circa 1.000 pagine.

### Articoli principali
- Proprietà fondamentali dei prezzi delle obbligazioni nei modelli del tasso a breve termine (2003). Revisione degli studi finanziari 16, 679-716.
- Volatilità asimmetrica del mercato azionario e comportamento ciclico dei rendimenti attesi (2007). Journal of Financial Economics 86, 446-478.
- Stima non parametrica simulata di modelli dinamici (2009). Review of Economic Studies 76, 413-450 (con Filippo Altissimo).
- Collegamenti informativi e commercio correlato (2010). Review of Financial Studies 23, 203-246 (con Paolo Colla).
- Aggiunta e sottrazione di Black-Scholes: un nuovo approccio all'approssimazione dei prezzi dei derivati nei modelli a tempo continuo (2011). Journal of Financial Economics 102, 390-415 (con Dennis Kristensen).
- Determinanti macroeconomici della volatilità delle azioni e dei premi per la volatilità (2013). Journal of Monetary Economics 60, 203-220 (con Valentina Corradi e Walter Distaso).
- Incertezza, acquisizione di informazioni e oscillazioni dei prezzi nei mercati degli asset (2015). Review of Economic Studies 82, 1533-1567 (con Francesco Sangiorgi).